# Zgornja Ložnica
Zgornja Ložnica este o localitate din comuna Slovenska Bistrica, Slovenia, cu o populație de 320 de locuitori.